# HTC Touch Diamond
HTC Touch Diamond（エイチティーシー タッチ ダイヤモンド）とは、HTCが世界各国で発売しているフルタッチパネルのスマートフォン。

## 概要
香港市場に2008年5月に発売。6月までにヨーロッパの主要なキャリアで発売された。アメリカでは8月に発売。日本市場では、イー・モバイル向けのS21HTが10月に発売。ソフトバンクモバイル向けのSoftBank X04HTが11月に発売。NTTドコモ向けのdocomo PRO series HT-02Aが12月19日に発売開始。背面カバーが黒光りするダイヤモンドカットであるのが特徴であるが、S21HTだけは背面が平らである。基本仕様は同じであるが、HT-02Aはキャリアメールに対応していない（iモード.netモバイルモードは対応）のと、X04HTは通信速度が3.6Mbpsにとどまるといった違いがある。HT-02Aはiモードメールのプッシュ配信には対応していないが、moperaプッシュメールをサポートしている。NTT docomo HT-01A からキーボードを取り去って軽量化した簡略版である。マットコートの外装表面は高級感を感じさせるが、加水分解して経年変化でベトベトに溶けやすくなる。無水アルコールで拭き取れば普通の樹脂製の基材が出てくる。こうすれば触感が安っぽくなる反面、使いやすくなる。
使用バッテリーは 型番 HT02、形式 DIAM171、定格 3.7V/DC 1340mAh である。
NTT docomo HT-01A とは戦略的なターゲットが異なるため、その機種とは違い外部から差し込むタイプの microSDメモリなどに対応していない等、中途半端な過渡期の産物でもある。
インターフェースは、ほとんどタッチパネルで操作を行う。Touch FLO 3Dという、HTC社のタッチインターフェースを採用し、直感的に操作を行うことが出来る。

## アプリケーション
主なプリインストール、同梱アプリケーションは以下のとおり
- Microsoft ActiveSync（PC同期、Exchange Serverとの同期）
- GPS
- Operaモバイル IEモバイル
- RSS HUB
- Wordモバイル、Excelモバイル、PowerPointモバイル、Adobe Reader、OneNoteモバイル
- ナビタイム、Google Maps
- Windows Live（メール、メッセンジャー）
- Sprite Backup
- Windows Media、オーディオブースター
- YouTube
- Zip
- FMラジオ
- WorldCardモバイル（名刺読み取り）
- メール
- リモートデスクトップ
- 予定表
- 辞書 翻訳

## 歴史
- 2008年10月10日 - イーモバイル向けS21HT発売
- 2008年11月8日 - ソフトバンクモバイル向けSoftBank X04HT発売
- 2008年12月19日 - NTTドコモ向けHT-02A発売